# Greensburg, Indiana
Greensburg är en stad (city) i Decatur County, i delstaten Indiana, USA. Enligt United States Census Bureau har staden en folkmängd på 11 581 invånare (2011) och en landarea på 24 km². Greensburg är huvudort i Decatur County.